# Sonnenhalden

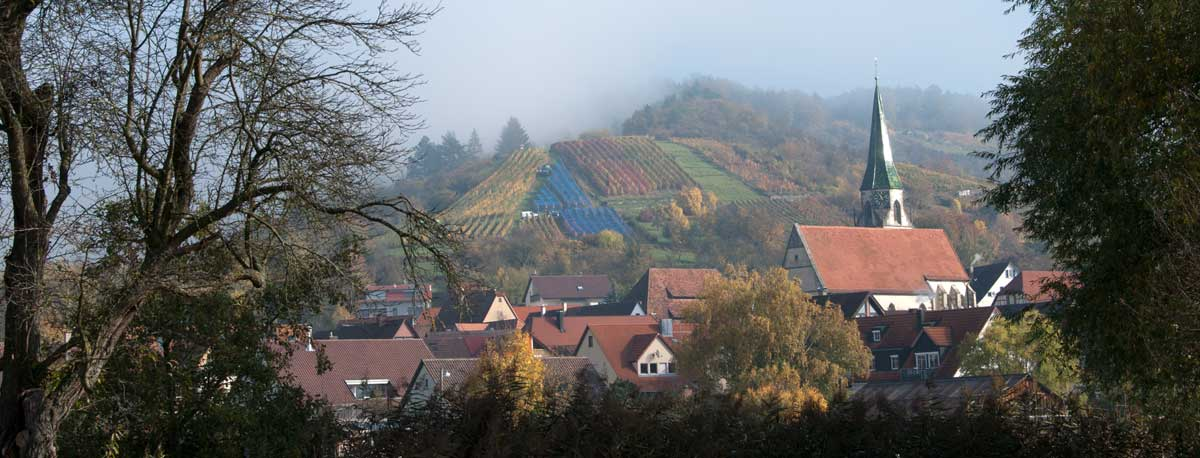
Weinlage Sonnenhalden bei Tübingen-Unterjesingen

Die Weinlage Sonnenhalden mit Weinbergen in Tübingen, Hirschau und Unterjesingen zählt zum Bereich Oberer Neckar des Weinbaugebietes Württemberg. Sie ist großlagenfrei.

## Geographische Lage
Die Lage wird größtenteils von Ammer und Neckar umschlossen. Sie liegt südlich der Eisenbahnstrecke Ammertalbahn, Ammern der Weststadt von Tübingen und nördlich der L 371 und Hirschau. Die höchste Erhebung ist  mit 474,4 m ü. NN der Spitzberg, dessen Kuppe allerdings bewaldet ist. Kleinere Parzellen befinden sich noch nördlich von Unterjesingen.

## Zur Geschichte des Weinbaus in und um Tübingen

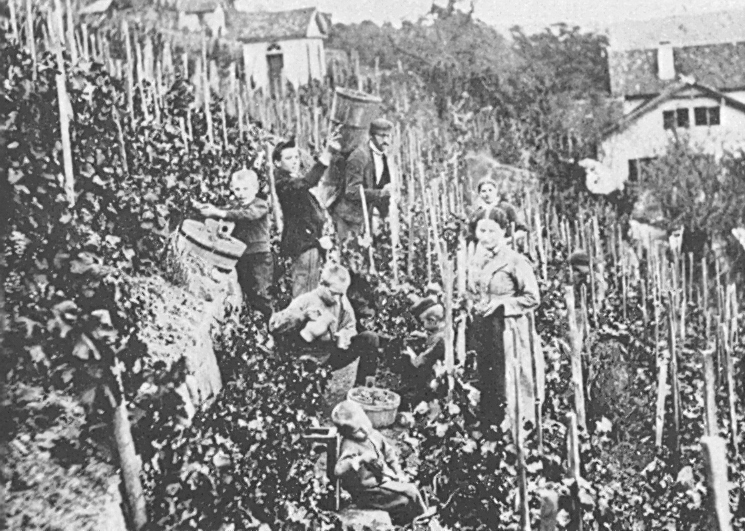
Weinlese im Weinberg der Tübinger Gartenstraße 7. Foto: Paul Sinner, 1875.

Über Jahrhunderte war der Weinbau in Tübingen der wirtschaftlich bedeutendste Erwerbszweig der Bevölkerung. Die damaligen Weingärtner wurden als Gôgen oder Raupen bezeichnet. Noch heute erzählt man sich sogenannte Gôgen-Witze, die besonders derb sind und das harte und beschwerliche Leben der damaligen Bevölkerung ausdrücken. Heute spielt der Weinbau in Tübingen nur noch eine geringe Rolle. Ende des 15. Jahrhunderts wurde auf fast 400 Hektar Wein von hoher Qualität angebaut, 2009 waren es in der Nähe der Innenstadt von Tübingen noch zwei.
Wein war wichtig für die Grundversorgung und Teil der Entlohnung. Im 16. Jahrhundert – der „Hauptzechperiode des deutschen Volkes“ – hatte das Evangelische Stift einen Weinvorrat von 72 000 Litern. Für Studenten gab es am Tag einen dreiviertel Liter, für Erwachsene das Doppelte.
300 Jahre Niedergang folgten. Das hatte zum einen klimatische Gründe, als eine kleine Eiszeit die Temperaturen sinken ließ, aber auch politische: In der Reformation wurden die Klöster aufgehoben, die als Grundherren einen ertragreichen Weinbau organisierten.
Der drastische Bevölkerungsrückgang während des Dreißigjährigen Kriegs von 450.000 auf 160.000 in Württemberg setzte die Abwärtsspirale fort. Kaffee, Tee, Bier und Apfelmost machten dem Wein seine Rolle streitig. Mit zunehmend besseren Verkehrsverbindungen, die den Import wohlschmeckenderer Weine förderten, wurde der Weinbau wirtschaftlich immer uninteressanter.

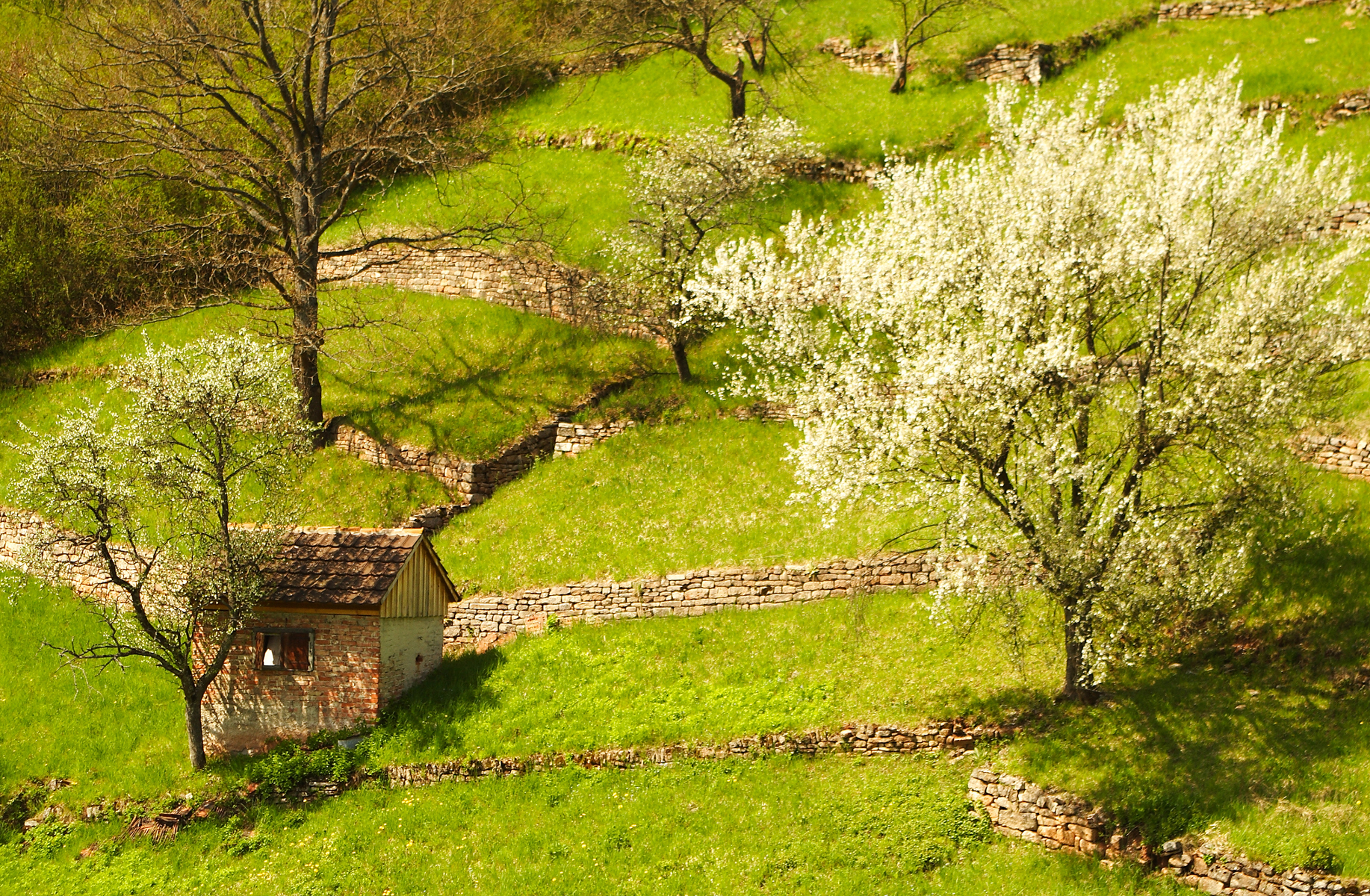
Aufgelassener Weingarten in Tübingen-Weststadt, Neuhalde im Westhang des Schnarrenbergs.

Immer mehr Rebflächen wurden anderweitig bepflanzt, zum Beispiel als Streuobstwiesen. Sie lieferten den Most für den Eigenverbrauch. In den 1840er Jahren wurde in Tübingen der Hopfenanbau eingeführt (1845 Gründung der „Hopfenbau-Gesellschaft“), der in den ersten Jahren zwar auf den früher ungenutzten Flächen am Ölersbach praktiziert wurde, aber schon bald sich auf frühere Weinberge verbreitete. „Trotz des Preisverfalls konnten sich die Weingärtner den eigenen Wein nicht mehr leisten.“ Das führte zu dem ungleichen Verhältnis Oberstadt und Unterstadt und dem Bild von den raubauzigen Gôgen oder Raupen. Auch heute noch findet man an den Hauswänden der Altstadthäuser noch vereinzelt Weinstöcke. Die Reben dieser sogenannten Semsakrebsler rankten an den Fenstersimsen in die Sonne und ihre Wurzeln versorgten sich aus der Abortgrube mit Nährstoffen.
Als Mitte des 19. Jahrhunderts die Rebkrankheiten dazukamen, hatte die Verelendung einen Höhepunkt erreicht. Der versuchte Sturm auf die Schweickhardtsche Mühle 1847 war der einzige Aufstand. Andere Auswege waren stiller: Auswanderung oder der Raupentod, der Selbstmord.
Spätestens seit dem Jahr 1484 existiert in Tübingen die Urbansbruderschaft Tübingen e.V. Seit 1879 gibt es die Tübinger Weingärtner-Genossenschaft (früher Tübinger Kelternverein). Damals zählte der Verein 493 Mitglieder, im Jahr 2004 zum 125. Jubiläum waren es noch 39, von denen 14 ihren eigenen Wein anbauten.

## Ökonomische Fakten
Die große Armut der Gôgen hatte mehrere Ursachen. Zum einen ist im Raum Tübingen die Erzeugung hochwertiger Weine aufgrund der Bodenbeschaffenheit nur mit Schwierigkeiten möglich, wodurch niemals hohe Preise für Tübinger Wein zu erzielen waren. Auch die heute von Hobbywinzern oder im Nebenerwerb angebauten Reben erreichen trotz moderner Hilfsmittel und Kunstdüngung meist keine hohe Qualität.
Zum anderen sorgte die in Württemberg übliche Realteilung für Bewirtschaftungsflächen, die über die Generationen immer kleiner wurden. Im 19. Jahrhundert stand einer Gôgenfamilie im Durchschnitt eine Fläche von lediglich 3 bis 5 Morgen (= ca. 1 bis 1,5 Hektar) zur Verfügung, was zur Ernährung einer Familie kaum ausreichte. Eine Ausweitung der Rebflächen war nicht möglich, da nur die ohnehin schon vollständig genutzten Südhänge für den Weinbau geeignet waren.
Darüber hinaus lebten die Tübinger Weingärtner bis 1848 in mittelalterlich-feudalen Strukturen. Die bewirtschafteten Flächen waren Eigentum der Feudalherren. Die Weingärtner mussten von ihrer Ernte 25 % als Pachtzins an den Feudalherren abführen. Dazu kam die Abgabe des Zehnten an den Landesherrn und eine Abgabe von 5 % für die Benutzung der Kelter. Dieser Zustand änderte sich erst mit der Weinzehntablösung ab 1848. Die bewirtschafteten Flächen wurden sukzessive in das Eigentum der Weingärtner überführt. Die Gôgen erhielten das Land aber nicht geschenkt, sondern mussten es bis 1873 durch fixe Ratenzahlung an den ehemaligen Feudalherren auslösen.
Aber auch in den Jahren danach lebten die meisten Gôgen in großer Armut, da sich an den ungeeigneten Böden und den zu kleinen Anbauflächen nichts geändert hatte. Außerdem wurden gegen Ende des 19. Jahrhunderts aufgrund der verbesserten Transportwege vermehrt hochwertige Weine in den Raum Tübingen eingeführt, so dass der Tübinger Wein immer weniger Käufer fand. Daher gaben fast alle Gôgen den Weinanbau in den nachfolgenden Jahrzehnten auf oder betrieben ihn nur noch im Nebenerwerb.

## Statistische Daten

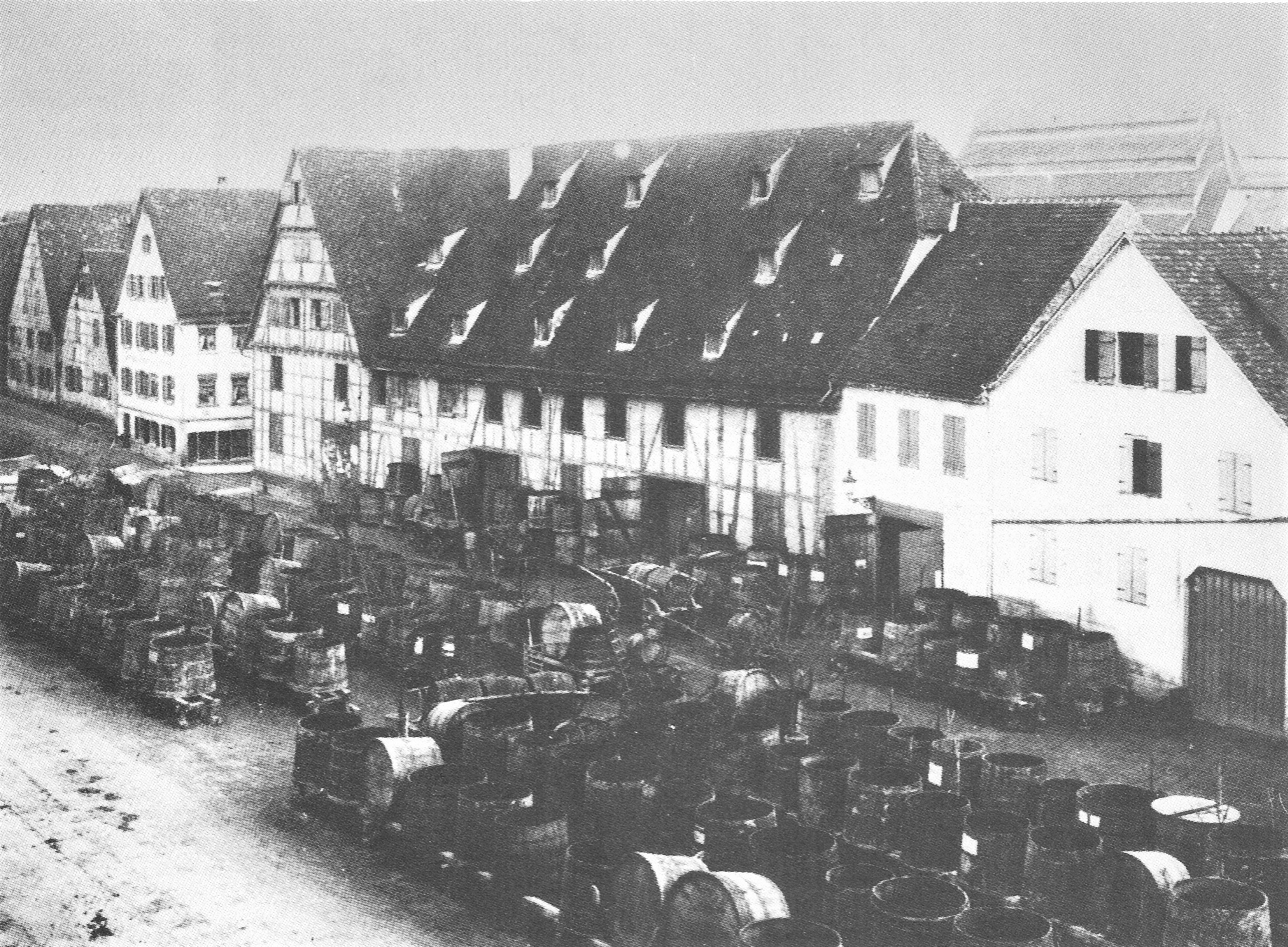
Schmiedtor-Kelter am Tübinger Kelternplatz (1902)

In den Jahren 1875 bis 1877 hatte Tübingen etwa 10 471 Einwohner, darunter 888 Studenten. Es gab 462 Weingärtner, 691 Handwerker und 95 Händler, also 1148 Gewerbetreibende. Diesen standen 365 Beamte, 21 Freiberufler und 368 Rentner und Pensionäre gegenüber.
Die Weine aus dem Kreis Tübingen teilen sich wie folgt auf:
- 60 % Rotwein (Schwarzriesling, Spätburgunder und Blauer Portugieser)
- 30 % Weißwein (Kerner und Müller-Thurgau)
- Der Rest ist Rosé, Weißherbst und Schillerwein.

Im Jahr 1999 bearbeiteten 273 Winzer im Kreis Tübingen knapp 33 ha Rebfläche. Davon in
- Unterjesingen 9,98 ha
- Hirschau 7,47 ha
- Wurmlingen 4,07 ha
- Breitenholz 3,45 ha
- Wendelsheim 3,44 ha
- Tübingen 1,93 ha
- Rottenburg 1,81 ha
- Entringen 0,44 ha
- Pfäffingen 0,14 ha

Bereits 1880 war die Hopfenanbaufläche mit 948 Morgen größer als die Weinanbaufläche mit 330 Morgen. Mehr als die Hälfte des Ackerlands gehörte den Gôgen, der Rest gehörte dem evangelischen Stift, Handwerkern, Händlern, alteingesessenen Professorenfamilien, die die Gôgen für den Wein- und Hopfenanbau als Tagelöhner beschäftigten.
Im Kreis Tübingen gibt es heute ca. 200 Hektar für den Weinbau geeignete Rebflächen, die in den örtlichen Rebenaufbauplänen ausgewiesen sind. Tatsächlich mit Reben bestockt waren 2004 noch 29,26 ha, weitere 6,47 ha gerodete Rebflächen können wiederbestockt werden und für 1,2 ha wurden Neuanpflanzungsrechte zugeteilt. Örtliche Schwerpunkte sind Unterjesingen, Hirschau, Wurmlingen, Wendelsheim und Breitenholz. Daneben wird Wein auch in Rottenburg, Tübingen, Entringen und Pfäffingen angebaut.

## Tübinger Weinbau und dessen Besonderheiten

### Steillagen
Die Reblagen sind überwiegend durch Trockenmauern terrassierte Steillagen, deren Bewirtschaftung arbeitswirtschaftlich sehr aufwendig ist. Daraus ergibt sich, dass die durchschnittlich bewirtschaftete Fläche mit 12 ar sehr niedrig und die Zahl der Betriebe mit 273 sehr hoch ist.
Etwa die Hälfte aller Weinbaubetriebe erzeugen Wein ausschließlich zur Selbstversorgung. Nur acht Betriebe bewirtschaften Rebflächen mit einem Umfang von mehr als 30 ar.
Diese erwerbsorientierten Weingärtner sind auf arbeitswirtschaftlich günstigere Verhältnisse angewiesen, d. h. eine Bearbeitung im Direktzug oder mindestens mit Seilzug muss möglich sein.

### Kellerwirtschaft
Die überwiegende Menge des baden-württembergischen Weines wird in genossenschaftlichen Kellern ausgebaut. Diese Möglichkeit besteht für die Tübinger Weingärtner nicht – d. h. jeder Weingärtner ist gleichzeitig sein eigener Kellermeister. Dies ist aufwendig hinsichtlich Zeitaufwand und technischer Ausstattung und stellt hohe Anforderungen an den Informationsstand. Im Ergebnis führt es zu einer sehr großen Vielfalt an verschiedenen Weinen und Qualitäten.

### Qualität
Etwa jeder achte Betrieb im Kreis Tübingen stellt zumindest einen Teil der erzeugten Weine bei der Staatlichen Lehr- und Versuchsanstalt in Weinsberg zur Qualitätsweinprüfung an, in der Regel mit sehr gutem Erfolg. Neben dem einfachen Qualitätswein sind auch Prädikatsstufen wie Kabinett und Spätlese vertreten. 2003 wurde erstmals ein heimischer Eiswein gelesen. Es existiert auch ein aus Tübinger Wein hergestellter Sekt (Schloss Hohentübingen), der in einigen Lokalen in der Altstadt erhältlich ist.

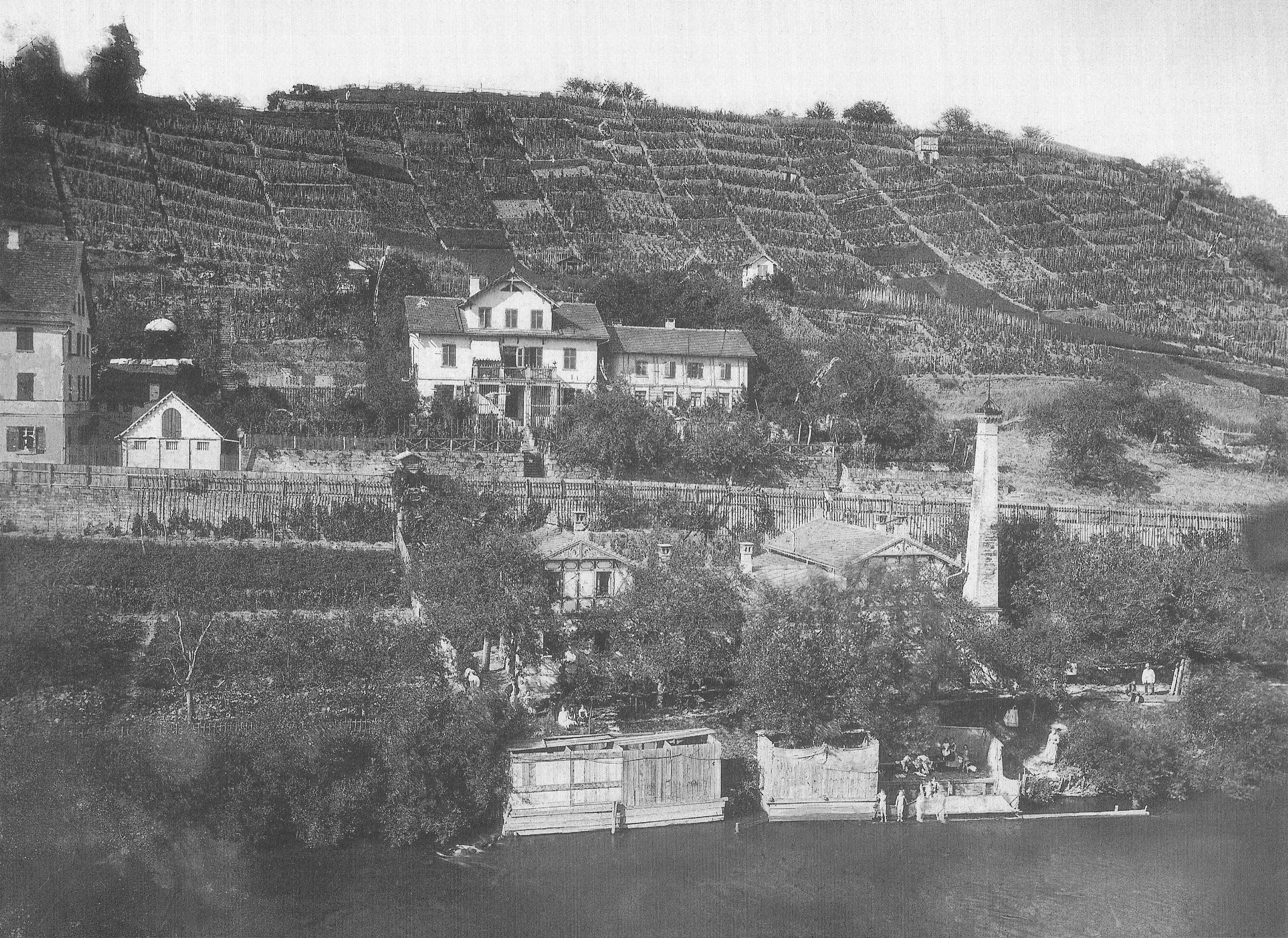
Weinberge in der Gartenstraße beim Wohnhaus von Karl Heigelin, 1868. Im Vordergrund die Badeanstalt von Julius Haller.

### Querreihen
„Der größte Fehler bei der hiesigen Erziehung“, schrieb Johann Philipp Bronner 1837, „ist aber der, dass die Zeilen oder Rebstöcke alle verkehrt geführt sind … Nach der natürlichen Regel sollen sie … nach der aufsteigenden Richtung des Berges geführt werden … hier ist aber gerade das Umgekehrte beobachtet, die Bögen sind nämlich alle so gestellt, dass sie eine ziemlich geschlossene grüne Wand bilden, die immer quer über den Weinberg läuft …“ Deshalb sieht man die Querreihen heute noch an der Wurmlinger Kapelle.

### Die Beinle müssen Hosen anhaben
Mitte des 19. Jahrhunderts war eine Eigentümlichkeit des Beschnitts, dass nach dem Blühen die unnötigen Triebe nicht gänzlich entfernt, sondern nur abgezwickt, oder am Gelenk abgebrochen wurden, so dass die Schenkel ganz grün mit Trieben bedeckt blieben. Man kannte daher das Sprichwort „die Beinle müssen Hosen anhaben.“
Überhaupt liebte man das Bedecken mit Laub, man stellte die Bögen meistens quer über, so dass sie eine geschlossene grüne Wand bildeten, wodurch aber eine nachteilige Beschattung des Bodens entstand. Die Schosse wurden in der Regel nur relativ wenig beschnitten, und es wurde mehr Laubwerk an den Stöcken gelassen, als in anderen Gegenden. Man hielt das für nötig, weil man der schwächeren Triebkraft weniger zumuten zu dürfen meinte, und andererseits den Reben Schutz gegen die rauen Winde lassen wollte.

### Pilzresistente Reben
In den Weinbergen im Tübinger Buckenloh wachsen noch alte, pilzresistente Reben, z. B. die „Oberlin Noir“. Mit dem Anbau von pilzresistenten Sorten wie Merzling, Johanniter und Regent wurde im Kreis Tübingen schon vergleichsweise früh begonnen. Damit kann der Einsatz von Pflanzenschutzmitteln zur Regulierung des Pilzbefalls deutlich vermindert werden.